# عبد الرحمن مصطفى (لاعب كرة قدم)
عبد الرحمن محمد فهمي مصطفى لاعب كرة قدم قطري من أصول مصرية، ولد في (5 أبريل 1997) ، يلعب لصالح النادي الأهلي معار من نادي الدحيل في دوري نجوم قطر .

## مسيرة اللاعب

### نادي الدحيل
كان يلعب في نادي لخويا و في عام 2017 صدر قرار بدمج نادي لخويا مع نادي الجيش تحت مسمى نادي الدحيل و انظم بعدها إلى نادي الدحيل

### النادي الأهلي
وقع مع النادي الأهلي في عام 2018 معار من نادي الدحيل لمدة سنة ونصف .

### نادي الوكرة
أعير إلى نادي الوكرة مطلع عام 2021.

### نادي العربي
أعير إلى النادي العربي في صيف عام 2021.

### نادي المرخية
وقع مع نادي المرخية في مطلع عام 2024 معار من نادي الدحيل الى نهاية الموسم.

### النادي الأهلي
وقع مع النادي الأهلي في صيف عام 2024 معار من نادي الدحيل لمدة سنة .

## روابط خارجية
- عبد الرحمن فهمي مصطفى على موقع قاعدة بيانات كرة القدم.إي يو (الإنجليزية)
- عبد الرحمن فهمي مصطفى على موقع ناشيونال فوتبول تيمز (الإنجليزية)
- عبد الرحمن فهمي مصطفى على موقع Soccerway.com (الإنجليزية)
- عبد الرحمن فهمي مصطفى على موقع كووورة